# Expulsion des étrangers condamnés
Les lois et les pratiques concernant l'expulsion des étrangers condamnés varient selon les pays et les époques.

## Allemagne
Les condamnations pour certaines infractions peuvent entraîner l'expulsion. La loi prévoit que l'expulsion est obligatoire dans certains cas ; sinon l'administration doit notamment tenir compte de la durée de séjour de l'étranger et des conséquences de son expulsion avant de se prononcer sur l'éloignement d'un délinquant.

## Belgique
L'article 21 de la loi de 1980 sur les étrangers prévoit l'expulsion d'un étranger délinquant en séjour légal vers son pays d'origine. Ce bannissement est prononcé pour dix ans et est exécuté après la peine de prison. La loi de 1980 ne supprime pas la double peine mais adoucit le principe en énumérant les situations où le renvoi ou l'expulsion sont conditionnés ou impossibles : il y a présomption d'intégration dans la société.

## Danemark
Tout étranger condamné à une peine d’emprisonnement au Danemark est désormais expulsé à sa sortie de prison (vote du Parlement le 24 juin 2011).

## France
L’expulsion peut être prononcée, comme mesure administrative « si la présence en France d’un étranger constitue une menace grave pour l’ordre public ». La menace est souvent appréciée par les condamnations pénales. En 2021, 344 arrêtés d’expulsion ont été prononcés.
Par ailleurs, les tribunaux peuvent prononcer une interdiction du territoire français, à titre définitif ou pour une durée de dix ans au plus, en complément d’une condamnation pour crime ou délit puni d’une peine d’emprisonnement d’une durée supérieure ou égale à trois ans, elle entraîne de plein droit la reconduite du condamné à la frontière, le cas échéant, à l’expiration de sa peine d’emprisonnement ou de réclusion. Cette mesure existe depuis la loi du 31 décembre 1970 sur la lutte contre la toxicomanie et a fréquemment varié. Entre 2014 et 2020, une centaine de peines d’interdiction du territoire français a été prononcée chaque année dans le cadre de condamnations criminelles. S’agissant des condamnations délictuelles, 4 000 peines ont été prononcées en 2019.
Certaines personnes (étranger qui justifie résider en France habituellement depuis qu’il a atteint au plus l'âge de treize ans ; étranger qui réside régulièrement en France depuis plus de vingt ans etc.) ne peuvent faire l’objet de ces expulsions dans des conditions qui ont fréquemment varié. Cette disposition a été créée par la loi du 29 octobre 1981 relative aux condition d’entrée et de séjour des étrangers en France ; puis les conditions ont été durcies par la loi du 9 septembre 1986, puis assouplies par la loi du 26 novembre 2003 relative à la maîtrise de l'immigration, au séjour des étrangers en France et à la nationalité, et à nouveau durcies par la loi du 26 janvier 2024 pour contrôler l'immigration, améliorer l'intégration.

## Italie
Les condamnations pour certaines infractions peuvent entraîner l'expulsion. Les lois interdisent qu'une peine complémentaire d'expulsion frappe certaines catégories d'étrangers.

## Grande-Bretagne
C'est le gouvernement de Gordon Brown en 2007 qui introduit le UK Borders Act, le principe d'expulsion des délinquants étrangers, pour les peines d'emprisonnement d'étrangers de plus d'un an. Certains actes criminels graves peuvent donner lieu à une expulsion automatique.

## Portugal
Le juge peut prononcer une peine complémentaire d'expulsion à l'encontre de tout étranger condamné à une peine de prison d'au moins un an, indépendamment de la nature de l'infraction.

## Suisse
voir Initiative populaire « Pour le renvoi des étrangers criminels »

## Jurisprudence internationale
Cette situation est dénoncée par ses adversaires (qui l'appellent « double peine ») comme étant particulièrement scandaleuse car elle contreviendrait à un principe de droit pénal (Non bis in idem), également établi par un protocole à la Convention européenne des droits de l'homme. L'autorité de la chose jugée s'oppose, en effet, à ce que la même infraction suscite un second procès entraînant pour la même personne une seconde condamnation.
- Commission européenne des droits de l'homme, décision d'irrecevabilité du 6 décembre 1991, n° 16725/90, Demraoui c. France: «la mesure d'expulsion [une condamnation à une interdiction du territoire] doit être considérée comme une mesure de police à laquelle le principe de non-rétroactivité énoncé à l'article 7 (art. 7) de la Convention ne s'applique pas.[...] une mesure d'expulsion peut être prise non seulement à la suite d'une condamnation pénale mais également comme une mesure administrative à l'encontre de personnes dont la présence sur le territoire n'est pas souhaitable.»
- Cour européenne des droits de l'homme, 5 octobre 2000, n°39652/98, Maaouia c. France: «la mesure d'interdiction du territoire français ne porte pas davantage sur le bien-fondé d'une accusation en matière pénale. [...] la qualification d'une sanction dans l'ordre juridique interne ne saurait être, à elle seule, décisive pour conclure à son caractère pénal.[...]l'interdiction du territoire ne revêt pas en général un caractère pénal dans les États membres du Conseil de l'Europe. Cette mesure qui, dans la plupart des États, peut également être prise par l'autorité administrative, constitue, de par sa nature, une mesure de prévention spécifique en matière de police des étrangers et ne porte pas sur le bien-fondé d'une accusation pénale dirigée contre le requérant, au sens de l'article 6 § 1. Le fait qu'elle est prononcée dans le cadre d'une procédure pénale ne saurait changer son caractère essentiellement préventif.»